# Cumella antipai
Cumella antipai är en kräftdjursart som beskrevs av Petrescu, Iliffe och Serban M. Sarbu 1994. Cumella antipai ingår i släktet Cumella och familjen Nannastacidae. Inga underarter finns listade i Catalogue of Life.